# Kommunvapen i San Marino
Ett galleri över San Marinos nuvarande kommunvapen. 

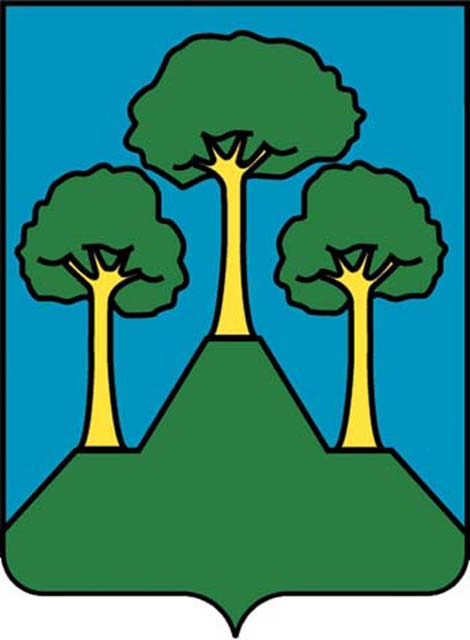
Acquaviva
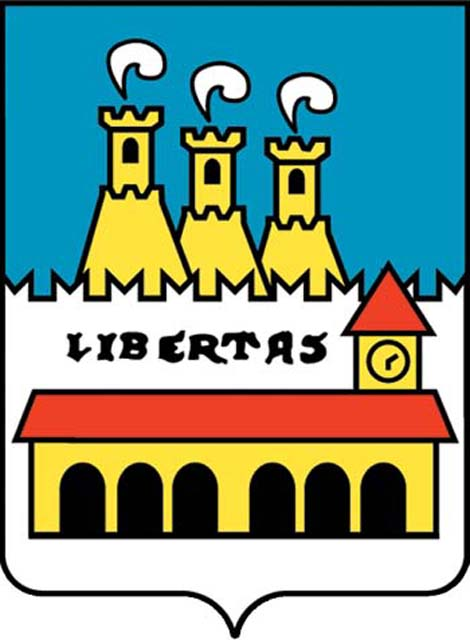
Borgo Maggiore
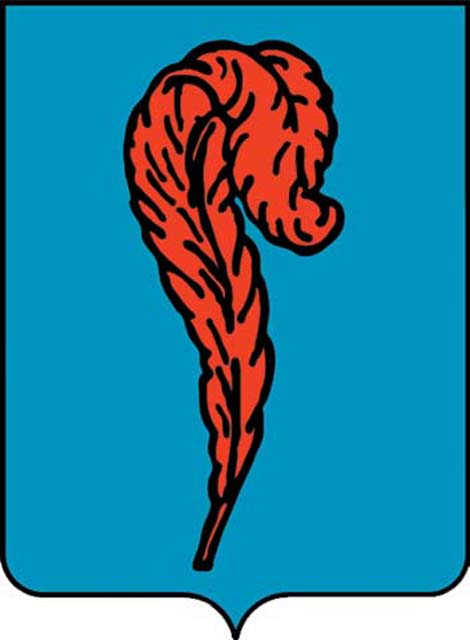
Chiesanuova
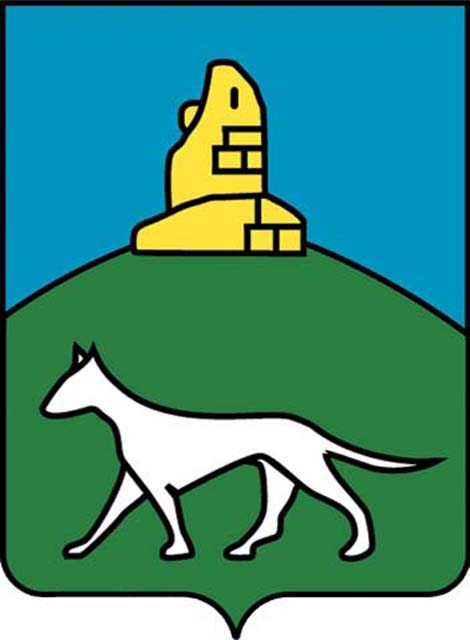
Domagnano
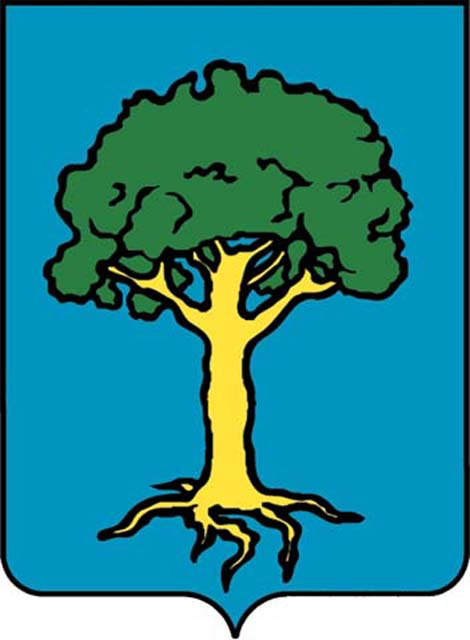
Faetano
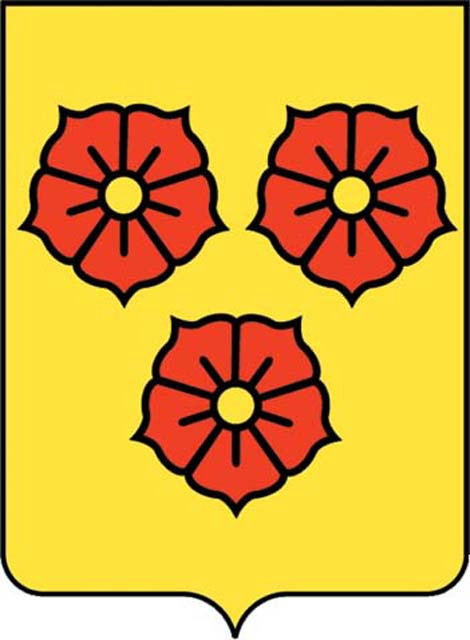
Fiorentino
Montegiardino
San Marino
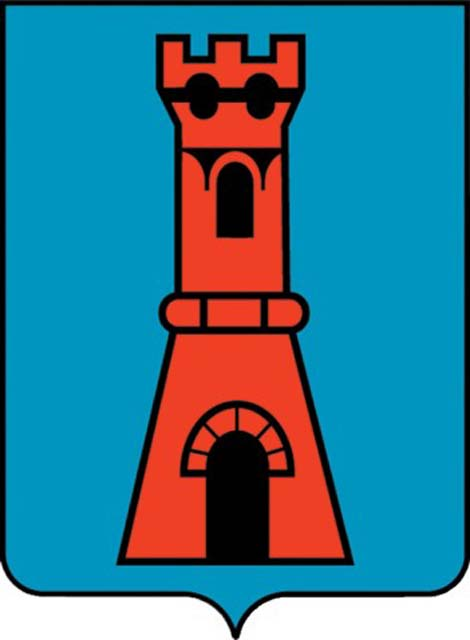
Serravalle